# Hilgenstein (Werkel)
Der Hilgenstein bei Werkel, einem Ortsteil von Fritzlar in Nordhessen, ist ein Kultstein. Er steht heute am Alten Steinweg und ist ein Findling, der vermutlich im 3. Jahrtausend v. Chr. erstmals als Zentrum in einer rituellen Stätte aufgestellt wurde. 

## Geschichte
Der Menhir hat eine Höhe von 1,5 m und eine Breite von 0,5 m am Fuß und von 0,3 m am oberen Ende. Der von Erde bedeckte Stein wurde 1966 von dem Werkeler Landwirt Wilhelm Steinmetz gefunden und anschließend von der Urgeschichtlichen Arbeitsgemeinschaft Fritzlar ausgegraben und aufgestellt. Er konnte nicht zweifelsfrei datiert werden, da keine weiteren geeigneten archäologischen Funde in der Nähe entdeckt wurden. Es ist anzunehmen, dass der Fundort nicht mit dem ursprünglichen Standort identisch ist.